# Czarnogóra na Letnich Igrzyskach Olimpijskich 2008
Czarnogórę na Letnich Igrzyskach Olimpijskich 2008 reprezentowało 19 sportowców – 17 mężczyzn i 2 kobiety. Większość zawodników to piłkarze wodni. Czarnogórcy wystartowali w sześciu dyscyplinach: boksie, judo, lekkoatletyce, piłce wodnej, pływaniu oraz w strzelectwie.
Był to pierwszy start Czarnogóry jako niepodległego państwa na letnich igrzyskach olimpijskich.

## Reprezentanci

### Boks
- Milorad Gajović - kategoria ciężka, do 91 kg

### Judo
- Srđan Mrvaljević – do 81 kg mężczyzn

### Lekkoatletyka
- Goran Stojiljković - maraton
- Milena Milašević - bieg na 100 metrów

### Piłka wodna
Reprezentacja Czarnogóry w piłce wodnej mężczyzn - 4. miejsce (kwalifikacja po europejskim turnieju kwalifikacyjnym)
- Zdravko Radić
- Filip Trajković
- Damjan Danilović
- Veljko Uskoković
- Aleksandar Ivović
- Vjekoslav Pasković
- Nikola Janović
- Vladimir Gojković
- Milan Tičić
- Predrag Jokić
- Miloš Šćepanović
- Boris Zloković
- Mlađan Janović
- Nikola Vukčević
- Draško Brguljan

### pływanie
- Marina Kuč - 200 m stylem klasycznym

### Strzelectwo
- Nikola Šaranović

Pistolet pneumatyczny 10 m - 41. miejsce
Pistolet dowolny 50 m